# Logan: The Wolverine
Logan: The Wolverine (Logan) è un film del 2017 co-scritto e diretto da James Mangold, che ne è stato anche produttore esecutivo.
La sceneggiature è stata scritta anche da Scott Frank e Michael Green ed è tratta da una storia di Mangold, ha come protagonisti Hugh Jackman, Patrick Stewart, Richard E. Grant, Boyd Holbrook, Stephen Merchant e Dafne Keen.
Liberamente ispirato alla serie a fumetti Marvel Comics Vecchio Logan di Mark Millar e Steve McNiven, è il terzo e ultimo film della serie spin-off dedicata a Wolverine e il 10° film della serie di film X-Men.
Il film è stato acclamato dalla critica ed è il primo cinefumetto ad avere ottenuto la candidatura agli Oscar per la miglior sceneggiatura non originale.

## Trama
Nel 2029, i mutanti sono sull'orlo dell'estinzione poiché da 25 anni non nasce nessun bambino mutante e la metà di essi è stata sterminata da un gruppo criminale anti-mutante noto come Reavers.
Logan, che è notevolmente invecchiato da quando il suo fattore rigenerante si è indebolito per via dell'avvelenamento da adamantio, trascorre le sue giornate lavorando come autista in Texas, risparmiando denaro per comprare uno yacht e per acquistare medicine sottobanco. Lui e il mutante reietto Calibano vivono in una fonderia abbandonata oltre il confine con il Messico, dove si prendono cura di un ormai novantenne Charles Xavier, che un anno prima ha inavvertitamente ucciso molti dei suoi X-Men con un attacco psichico causato da una crisi indotta da una malattia neurologica degenerativa (i cui sintomi sembrano ricondurre alla Malattia di Alzheimer).
Logan viene avvicinato da Gabriela, un'infermiera della Transigen, una potente compagnia bio-tecnologica controllata dalla Essex Corp, che gli chiede di accompagnare lei e una ragazzina undicenne, Laura Kinney, in un luogo chiamato "Eden" nel Dakota del Nord. Dopo aver accettato con riluttanza il lavoro, convinto dalla promessa di una forte ricompensa, al momento della partenza Logan scopre che Gabriela è stata uccisa. Lui, Charles e Laura riescono a stento a fuggire dai suoi assassini - lo spietato capo della sicurezza della Transigen Donald Pierce e i suoi uomini ciberneticamente potenziati, i Reavers - mentre Calibano viene catturato, torturato e costretto a usare i propri poteri mutanti per localizzare i fuggitivi.
Logan e Charles, tramite un video registrato dal telefono di Gabriela, scoprono che negli ultimi anni la Transigen ha utilizzato campioni di DNA provenienti da diversi mutanti per generare in vitro dei bambini mutanti da utilizzare come soldati speciali. I bambini si sono però rivelati difficili da condizionare e dopo il successo di un altro progetto (chiamato "X-24"), la Transigen ha preso la decisione di sopprimerli tutti. Gabriela e altre infermiere sono però riuscite a salvare molti bambini aiutandoli a fuggire dal complesso dove erano rinchiusi. Lei stessa ha attraversato di nascosto il confine insieme a Laura per accompagnarla fino al luogo chiamato "Eden", del quale sono note solo le coordinate geografiche e dove è stato convenuto il ritrovo di tutti i bambini scampati al massacro. Da ultimo, apprendono anche che Laura è "figlia" di Logan, in quanto creata a partire da un campione del suo DNA prelevato dagli agenti della Essex Corp nel 1983, durante l'esperimento Arma X condotto da William Stryker alla base di Alkali Lake in Canada. Laura rivela di avere gli stessi poteri del padre compreso l'intero scheletro e artigli rivestiti di adamantio, ma di non essere affetta dagli effetti velenosi dell'adamantio come lui.
Durante la permanenza a Oklahoma City, Logan inizia a dubitare dell'esistenza di Eden, perché lo scopre essere un luogo citato in un fumetto degli X-Men che Laura porta con sé. Nel frattempo i Reavers li localizzano e li attaccano, ma Charles riesce a sfruttare un'altra crisi per immobilizzare tutte le persone presenti nell'hotel con un'onda psichica, consentendo a Logan di eliminarli. Quest'ultimo inietta a Charles l'inibitore che egli spesso rifiuta di assumere, per poi prepararsi a lasciare la città. Dopo aver aiutato una famiglia del posto, i Munson, a richiamare i cavalli a seguito di un incidente in autostrada, i tre mutanti trovano rifugio presso la loro fattoria. Quella notte, mentre Logan si trova nei campi con Will, il capofamiglia dei Munson, Charles viene ferito mortalmente e i Munson vengono uccisi dal prodotto del progetto X-24, che si rivela essere un clone perfetto di Logan, il quale poi cattura Laura e la conduce verso un furgone dei Reavers. Contemporaneamente però, Calibano, per ostacolare i suoi aguzzini, riesce a rubare due granate e a farle detonare, perdendo la vita, ma distruggendo il mezzo adibito a prigione. Logan si scontra quindi con X-24, che, essendo più giovane e vigoroso, è avvantaggiato. Fortunatamente Will, prima di morire, interviene e trafigge X-24 scaraventandolo contro una macchina agricola mediante la propria auto, permettendo così a Logan e Laura di fuggire ancora una volta. Dopo aver seppellito Charles in una radura vicino a un lago e aver ricevuto alcune cure mediche, Logan acconsente alla richiesta insistente di Laura di condurla finalmente a Eden. Nel frattempo, X-24 riceve dal proprio creatore un siero che ritempra le sue energie.
Giunti alle coordinate di Eden, Logan e Laura vi trovano un rifugio gestito da Rictor, un giovane mutante della Transigen, dove si sono già raccolti gli altri ragazzi fuggiti dalla struttura messicana della compagnia. Là Logan viene a sapere che i bambini hanno intenzione di intraprendere a breve un percorso di otto miglia attraverso il bosco, per raggiungere il confine con il Canada e di lì una residenza sicura dove sono attesi. La sera precedente la partenza Rictor gli somministra un siero mutante capace di guarirlo e renderlo più forte e gli rivela come mai Laura non è affetta dagli effetti velenosi dell'adamantio: il siero che gli ha dato, infatti, se preso a piccole dosi, crea un potente anticorpo che annulla gli effetti velenosi dell'adamantio rendendo più forte chi lo assume. Rictor si offre di pagare al vecchio mutante la somma stabilita con Gabriela, ma Logan rifiuta il denaro; egli manifesta comunque l'intenzione di andarsene per conto suo, con grande disappunto di Laura, convinta di aver instaurato un legame con lui. Il giorno seguente, tuttavia, quando i ragazzi ormai in cammino attraverso il bosco vengono localizzati e inseguiti dai Reavers, Logan ritorna sulla propria decisione e anzi assume il siero mutante datogli da Rictor, lo stesso usato su X-24, per poter accorrere in loro aiuto ripristinando il proprio fattore rigenerante e curando così anche le vecchie ferite. Recuperata la propria forza, Logan fa strage degli agenti di Pierce insieme a Laura, ma, avendo preso il siero tutto in una volta, l'effetto si esaurisce prima dell'incontro con il dottor Zander Rice, la folle mente dietro al progetto Transigen. Questi gli rivela di aver creato l'inibitore genetico che ha arrestato la nascita di nuovi mutanti per sterminarli e vendicare la morte del padre, ucciso da Logan durante la sua fuga dal programma Arma X. Con una pistola sottratta a uno degli agenti, Logan uccide improvvisamente Rice e affronta quindi X-24, mentre Pierce e i restanti Reavers vengono eliminati dai giovani mutanti grazie ai loro poteri.
Questa volta Logan sembra avere la meglio su X-24, ma il clone, una volta accortosi che il proprio creatore è appena stato ucciso dall'avversario, reagisce violentemente e lo trapassa con la radice di un albero. A questo punto, Laura interviene e uccide X-24 sparandogli alla testa con un proiettile di adamantio che Logan aveva conservato per anni, probabilmente per usarlo un giorno su se stesso. Appoggiato al tronco dell'albero, incapace di guarire la propria ferita per via dell'ormai inibito fattore rigenerante, Logan muore sereno fra le braccia di Laura. Tutti i bambini quindi, prima di proseguire il viaggio oltre il confine, lo seppelliscono. Inizialmente Laura costruisce una croce sulla tomba di Logan con dei bastoni ma, prima di riprendere il cammino, la riposiziona in modo da formare una "X", in memoria di Wolverine, ultimo degli X-Men.

## Personaggi
- James "Logan" Howlett / Wolverine, interpretato da Hugh Jackman: un mutante dotato di fattore rigenerante, scheletro di adamantio e di sensi molto sviluppati. Jackman interpreta anche X-24, il perfido clone di Wolverine: a differenza di Laura, è un clone uguale all'originale; tuttavia, a causa del trattamento subito fin dalla sua creazione, ha un comportamento selvaggio e difficilmente tenuto a freno da Rice. A differenza di Wolverine, inoltre, X-24 dimostra di possedere un fattore rigenerante meno efficace, essendo necessario iniettargli un siero affinché lui guarisca da ferite troppo gravi.
- Charles Xavier, interpretato da Patrick Stewart: il più potente telepate del mondo ed ex-figura guida degli X-Men.
- Dr. Zander Rice, interpretato da Richard E. Grant: uno scienziato pazzo a capo del progetto Transigen che ha creato X-23.[4][5]
- Donald Pierce, interpretato da Boyd Holbrook: un sadico e spietato cyborg mercenario a capo della sicurezza della Transigen.[6]
- Calibano, interpretato da Stephen Merchant: un mutante che aiuta Logan a prendersi cura di Xavier, ormai invecchiato.[7][8]
- Laura Kinney / X-23, interpretata da Dafne Keen al suo esordio cinematografico: giovane clone femminile di Wolverine, creata dal suo DNA.[4][9]
- Gabriela, interpretata da Elizabeth Rodriguez: un'infermiera che lavora per la Transigen.[10]
- Will Munson, interpretato da Eriq La Salle: un padre di famiglia che aiuta Logan e Xavier.[11]
- Kathryn Munson, interpretata da Elise Neal: moglie di Will.[12]

Doris Morgado, David Kallaway, Han Soto, Jayson Genao e Krzysztof Soszynski fanno parte del cast nei panni di Maria, Danny Rhodes, Valet, Rictor e Mohawk. Nel commento audio di X-Men - Apocalisse, Bryan Singer affermò che Nathaniel Essex / Sinistro sarebbe apparso nel film; tuttavia, nel gennaio 2017, Mangold rivelò che il personaggio era stato eliminato per mantenere il tono realistico del film.

## Produzione

### Sviluppo
Nel novembre 2013 20th Century Fox assunse James Mangold per scrivere il trattamento di un terzo film di Wolverine. Nel marzo 2014 David James Kelly venne assunto per scrivere una sceneggiatura a partire dal soggetto di Mangold.
Il budget del film è stato di 97 milioni di dollari. Simon Kinberg, produttore del film, descrisse Logan come «molto violento [...] praticamente un western, come ambientazione e toni. Sarà diverso dagli altri film di Wolverine.»

### Sceneggiatura
Prima di arrivare alla versione definitiva, furono concepite diverse trame per la pellicola e la presenza di nuovi personaggi. Durante la pre-produzione si era vociferato la presenza di Sinistro come antagonista, ma il regista Mangold lo scartò perché voleva «evitare il tipico cattivone con il costume». Inoltre lo sceneggiatore Scott Frank dichiarò che inizialmente lui e Mangold volevano inserire anche il personaggio di Victor Creed / Sabretooth (presente anche in X-Men le origini - Wolverine), il quale sarebbe intervenuto per aiutare Logan, Charles e Laura; l'idea, tuttavia, non venne sviluppata. Il regista James Mangold, durante un'intervista con Empire, ha parlato di una scena prevista nello script originale, scartata nel montaggio finale, ma che sarà inserita nel Blu-Ray. Si tratta della sequenza dove Logan, X-23 e il Professor X sono a cena a casa della famiglia Munson, in cui avrebbe dovuto esserci un riferimento alla morte di Jean Grey, ma scartata perché l'avrebbe reso troppo triste.

### Cast
Nel febbraio 2015, Patrick Stewart confermò la sua partecipazione al film, mentre Jackman si disse intenzionato a interpretare il personaggio un'ultima volta. Nel febbraio 2016 Liev Schreiber espresse l'interesse a riprendere il ruolo di Victor Creed / Sabretooth da X-Men le origini - Wolverine. Ad aprile 2016 Boyd Holbrook entrò nel cast nel ruolo del villain, mentre Richard E. Grant entrò nel cast nel ruolo di uno scienziato pazzo. Lo stesso mese Simon Kinberg confermò che il film sarebbe stato ambientato nel futuro, e Stephen Merchant si aggiunse al cast. Nel maggio 2016 entrarono nel cast, in ruoli non ancora specificati, Eriq La Salle, Elise Neal, e Elizabeth Rodriguez.

### Riprese
Le riprese sono cominciate il 9 maggio 2016 e terminate il 19 agosto seguente.

## Promozione

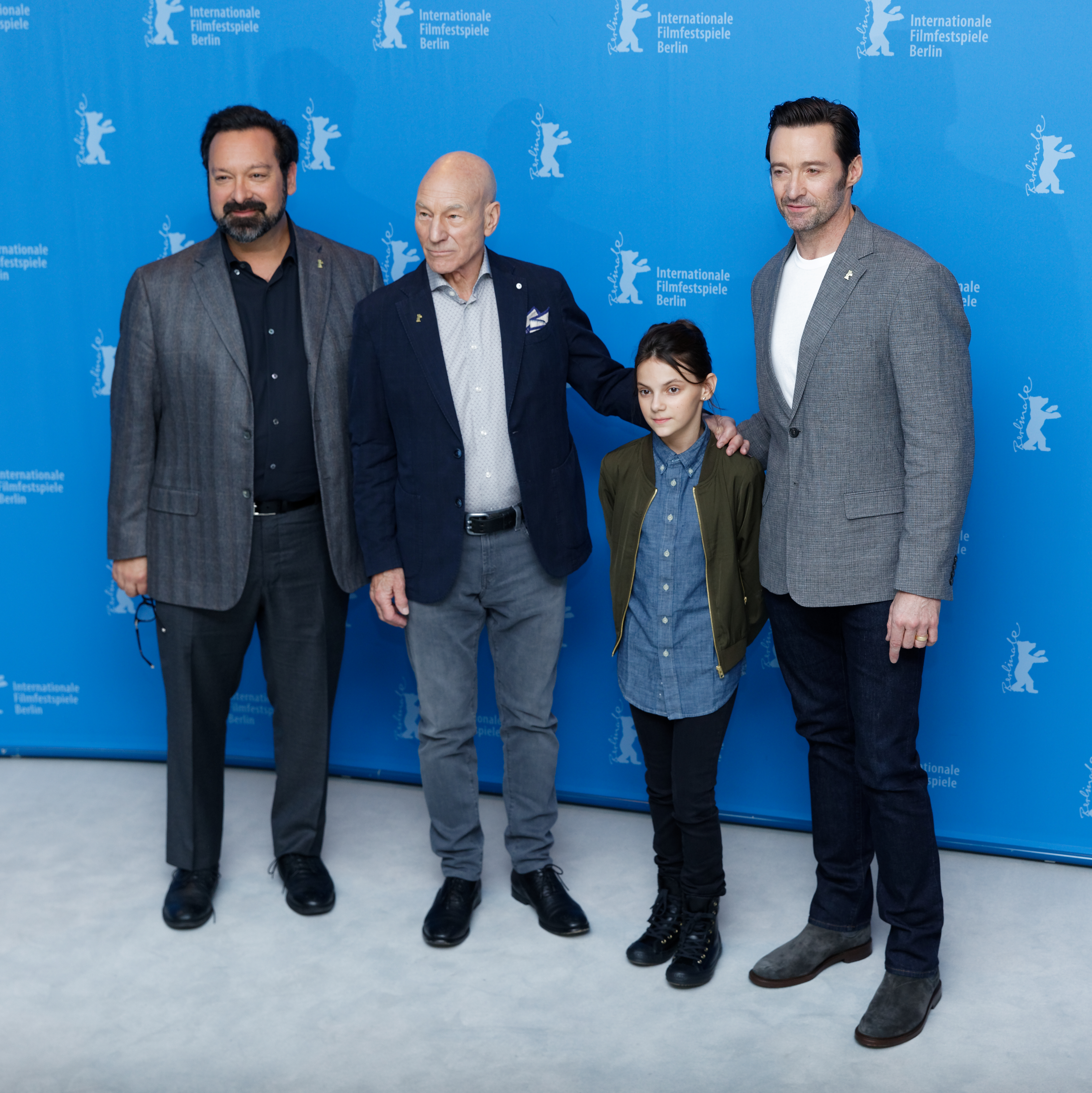
James Mangold, Patrick Stewart, Dafne Keen e Hugh Jackman alla presentazione del film alla Berlinale

Il 5 ottobre 2016 venne annunciato il titolo ufficiale e venne pubblicato il primo poster. Il 20 ottobre venne pubblicato il teaser trailer del film.

## Distribuzione
Il film è stato presentato in anteprima mondiale e fuori concorso il 17 febbraio 2017 al Festival del cinema di Berlino. È stato distribuito negli Stati Uniti da 20th Century Fox il 3 marzo 2017 e il 1º marzo in Italia, anche in IMAX.

### Divieti
Il film è stato vietato ai minori di 17 anni negli Stati Uniti per la presenza di violenza brutale. In Italia il film è stato vietato ai minori di 14 anni.

### Edizione italiana
Nella versione italiana, Dafne Keen è doppiata da Ginevra Pucci, figlia di Fabrizio Pucci, il doppiatore di Wolverine.

## Accoglienza

### Incassi
A fronte di un budget di 97 milioni di dollari, il film ha incassato 226277068 $ in Nord America e 392902882 $ nel resto del mondo, per un totale di 619180476 $.

### Critica
Il film è stato accolto positivamente dalla critica. Sull'aggregatore di recensioni Rotten Tomatoes ha una percentuale di gradimento del 93% basato su 428 recensioni, con un voto medio di 8 su 10. Su Metacritic ottiene un punteggio di 77 su 100 basato su 51 recensioni.

## Riconoscimenti
- 2018 - Premio Oscar[36]
  - Candidatura per la migliore sceneggiatura non originale a James Mangold, Scott Frank e Michael Green
- 2017 - National Board of Review Award[37]
  - Migliori dieci film dell'anno
- 2018 - Writers Guild of America Award[38]
  - Candidatura per la migliore sceneggiatura non originale
- 2018 - Saturn Award[39]
  - Miglior attore non protagonista a Patrick Stewart
  - Candidatura per la migliore trasposizione da fumetto a film
  - Candidatura per il miglior attore a Hugh Jackman
  - Candidatura per il miglior attore emergente a Dafne Keen
  - Candidatura per la migliore sceneggiatura a Scott Frank, James Mangold e Michael Green
  - Candidatura per il miglior montaggio a Michael McCusker e Dirk Westervelt

## Versioni alternative
Il 28 aprile 2017, tramite i social, il regista James Mangold annuncia l'arrivo nelle sale cinematografiche statunitensi di una versione del film in bianco e nero; tale versione è stata distribuita il 16 maggio 2017.